# Stillwater River (Yellowstone River)
Der Stillwater River ist ein 100 km langer rechter Nebenfluss des Yellowstone River im zentralen Süden des US-Bundesstaates Montana.

## Flusslauf
Der Stillwater River entspringt in den Beartooth Mountains auf einer Höhe von 2670 m. Er fließt anfangs 50 km nach Norden. Dabei verläuft der Fluss innerhalb der Absaroka-Beartooth Wilderness im Custer National Forest. Der West Fork Stillwater River mündet bei der Siedlung Nye linksseitig in den Fluss. Dieser wendet sich allmählich nach Nordosten. Bei Absarokee trifft der Rosebud Creek von Süden kommend auf den Stillwater River. Dieser fließt noch 17 km bis zu seiner Mündung in den Yellowstone River, 2 km westlich von Columbus. Der Fluss durchfließt den Park County und den Stillwater County.

## Hydrologie
Der Stillwater River entwässert ein Areal von etwa 2840 km². Der mittlere Abfluss am Pegel nördlich von Absarokee beträgt 26,3 m³/s. Am meisten Wasser führt der Fluss im Juni mit 96 m³/s im Monatsmittel.